# Список умерших в 1319 году

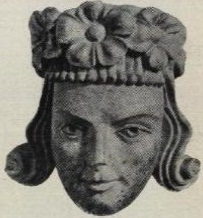
Хакон V Святой

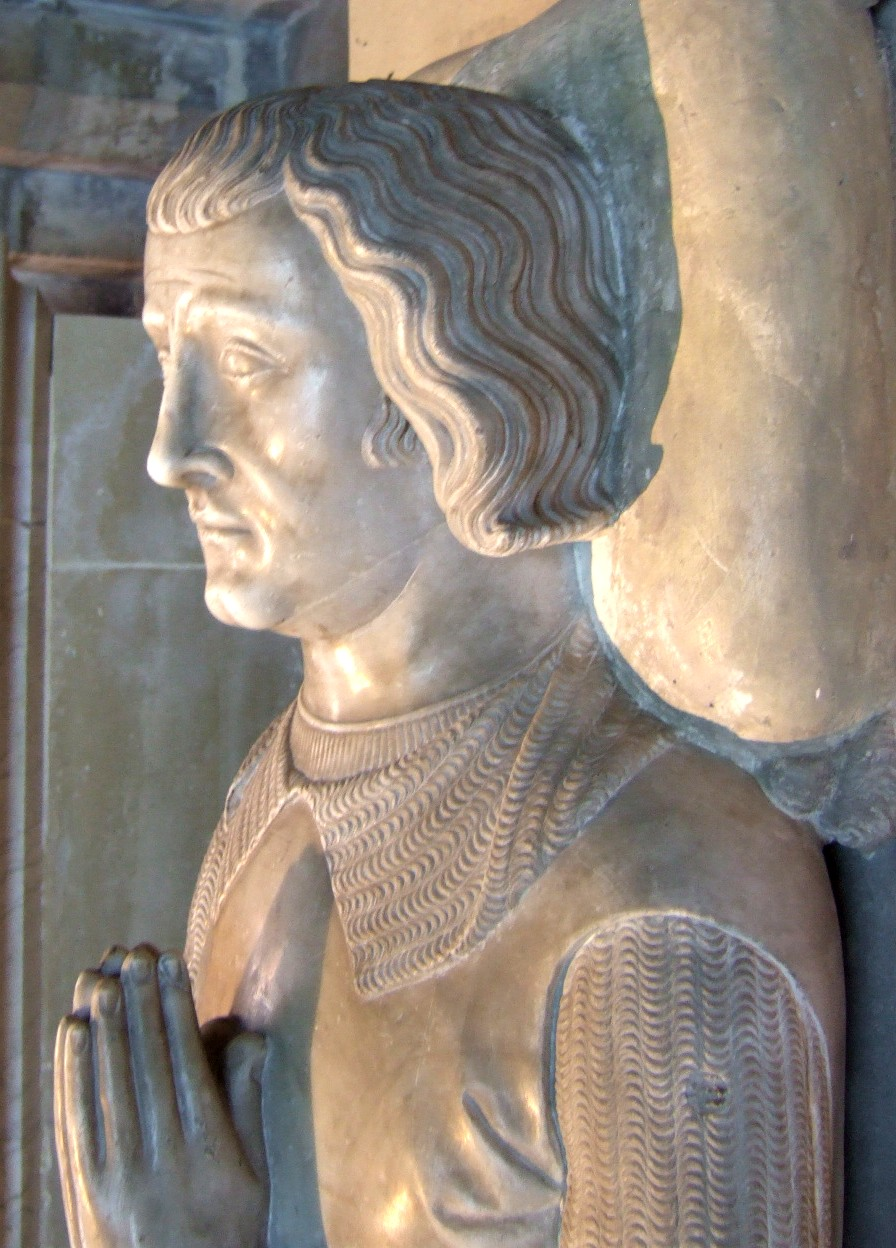
Людовик д’Эврё

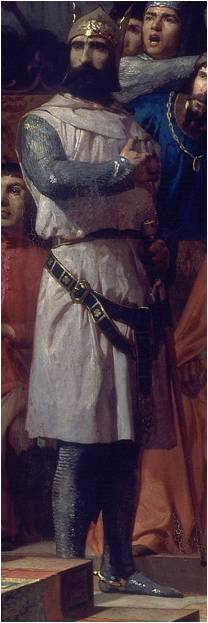
Хуан Кастильский

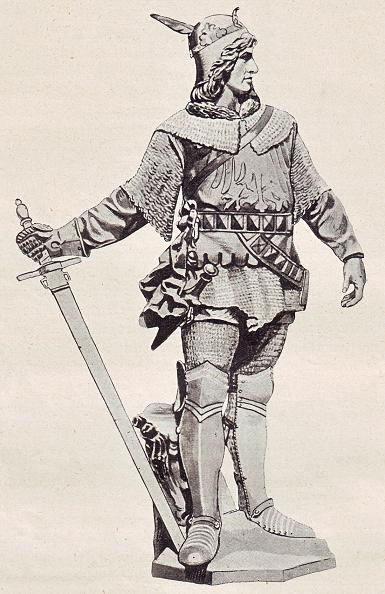
Вальдемар Великий

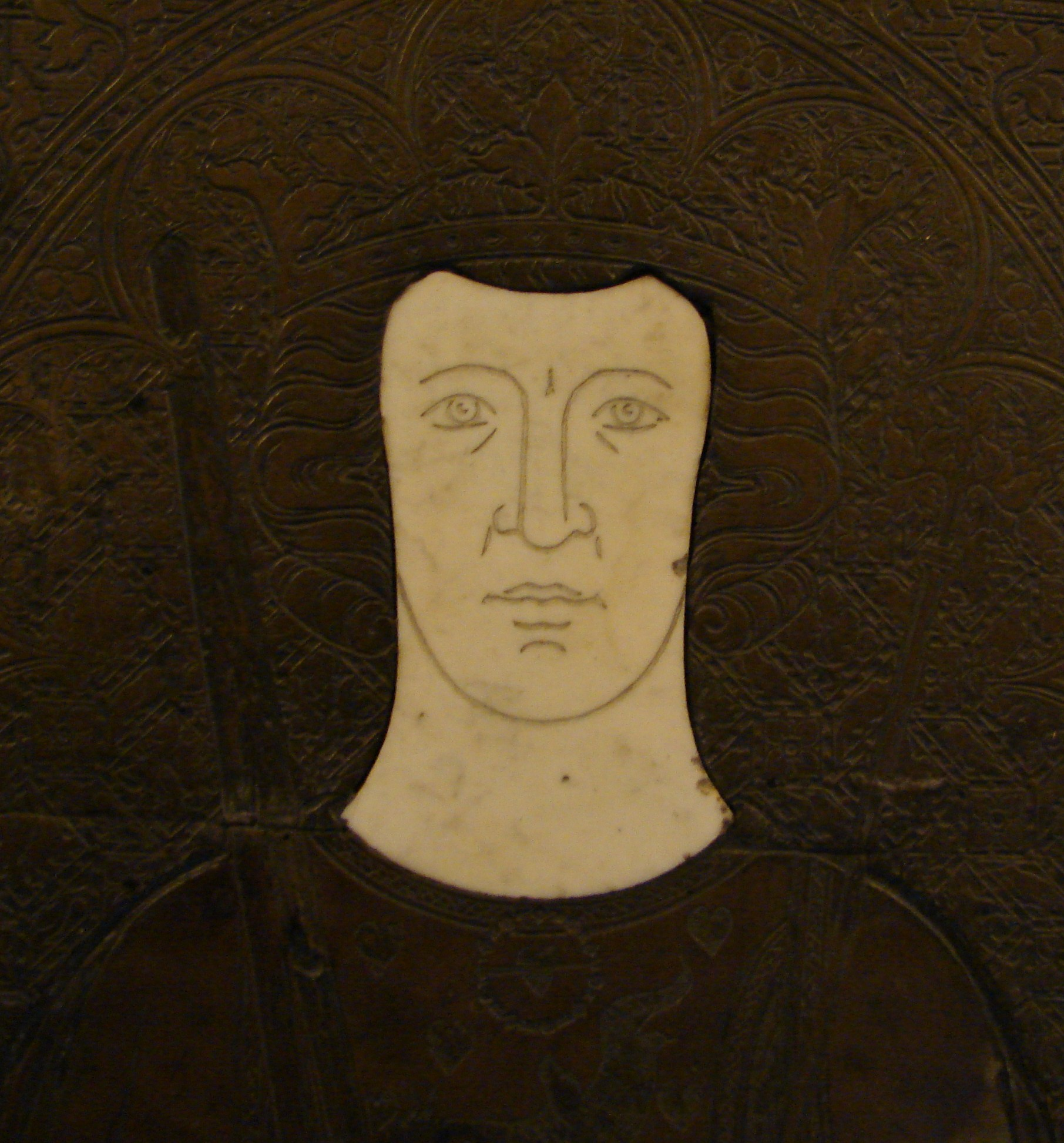
Эрик VI Менвед

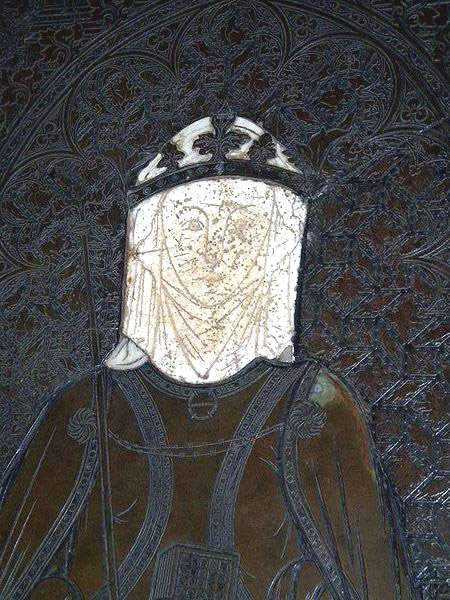
Ингеборга Шведская

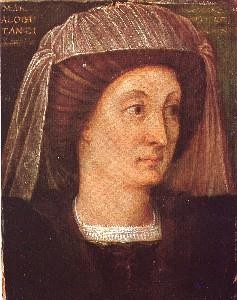
Ришильда Рамберти

В этой статье представлен список известных людей, умерших в 1319 году.
См. также: Категория:Умершие в 1319 году

## Январь
- 1 января — Гильом Бофис[фр.] — епископ Невера (1315—1319)
- 12 января — Камал ад-Дин аль-Фариси — арабский учёный, сделавший открытия в области оптики и теории чисел.

## Март
- 5 марта — Жан II де ла Тур дю Пен — дофин Вьенский и граф д’Альбон (1307—1318)
- 12 марта — Жюстин Беззоли[фр.] — бенедиктинская монахиня, святая римско-католической церкви.
- 28 марта — Матильда Баварская[фр.] — дочь герцога Баварии Людвига II, герцогиня-консорт Брауншвейг-Люнебурга (1288—1319), жена герцога Оттона II

## Апрель
- 9 апреля — Вильгельм Лонги[итал.] — итальянский кардинал-дьякон de S. Nicola in Carcere Tulliano (1294—1319).

## Май
- 8 мая — Хакон V Святой (49) — последний король независимой Норвегии (1299—1319), святой римско-католической церкви.
- 19 мая — Людовик д’Эврё (43) — французский принц, сын короля Франции Филиппа III Смелого, граф д'Эврё (1298—1319), основатель дома Эврё.

## Июнь
- 6 июня — Роберт де Невилл из Мидлхэма («Павлин Севера») — лорд Мидлхэм, английский рыцарь, старший сын Ранульфа де Невилла, 1-го барона Невила из Рэби, убит в бою с шотландцами у замка Берик.
- 8 июня — Генрих III фон Даун[нем.] — епископ Вормса (1318—1319)
- 25 июня:
  - Педро Кастильский — инфант Кастилии, сын короля Санчо IV, сеньор де лос Камерос, Альмасан, Берланга, Монтеагудо и Сифуэнтес; погиб у стен Гранады в битве с мусульманами;
  - Хуан Кастильский — инфант Кастилии, сын короля Альфонсо X, сеньор Валенсии и Кампоса (1281—1300), сеньор Бискайи (1310—1319) (по праву жены); погиб у стен Гранады в битве с мусульманами.

## Август
- 14 августа — Вальдемар Великий — Маркграф Бранденбург-Штендаля (1302—1319), Маркграф Бранденбург-Зальцведеля (1317—1319).
- 15 августа — Ингеборга Шведская — дочь шведского короля Магнуса I Ладулоса, королева-консорт Дании (1296—1319), как жена Эрика VI Менведа.
- 21 августа — Рудольф I (44) — пфальцграф Рейнский и герцог Верхней Баварии (1294—1319).

## Сентябрь
- 7 сентября — Бернард фон Глюцков[нем.] — граф Глюцкова (1315—1319)
- 12 сентября — Жан де Пюи[фр.] — архиепископ Амбрёна (1311—1319)
- 23 сентября — Хенрик из Вежбна[англ.] — князь-епископ Вроцлава (1302—1319)

## Октябрь
- 18 октября — Уильям Монтегю — барон Монтегю (1316—1319).
- 27 октября — Бенито Перес[исп.] — епископ Сеговии (1318—1319)

## Ноябрь
- 1 ноября — Угуччоне делла Фаджиола — итальянский кондотьер, сеньор Пизы и Лукки (1314—1316).
- 2 ноября — Джон Сандале[англ.] — лорд-казначей Англии (1310—1311, 1312—1314, 1318—1319), лорд-канцлер Англии (1314—1318), епископ Уинчестера (1316—1319)
- 11 ноября — Беатриса Люксембургская (14) — дочь императора Генриха VII, королева-консорт Венгрии (1318—1319), вторая жена короля Карла Роберта, умерла от последствий тяжёлых родов.
- 13 ноября — Эрик VI Менвед — король Дании (1286—1319)

## Декабрь
- 28 декабря — Маттиа де Назарей[англ.] — итальянская монахиня, святая римско-католической церкви.

## Дата неизвестна или требует уточнения
- Агнес Хаконардоттир — дочь короля Норвегии Хакона V Святого
- Бернар VI д’Арманьяк — граф д’Арманьяк и де Фезансак и виконт де Фезансаге (1285—1319), французский военачальник.
- Баян, хан Белой Орды (с 1302).
- Герман IV[нем.] — граф Веймар-Орламюнде (1285—1319)
- Гуань Даошэн — китайская поэтесса, художник и каллиграф
- Дуччо ди Буонинсенья — итальянский художник, один из виднейших представителей сиенской школы.
- Елизавета Холштейнская — герцогиня-консорт Померании (1296—1319), жена Оттона I
- Иоганн фон Исенбург-Арнфелс[англ.] — граф Исенбург-Арнфелс (1305—1319)
- Кавгадый — приближенный хана Золотой Орды Узбек-хана
- Катерина Спинола[итал.] — итальянская аристократка, вторая жена правителя Милана Лукино Висконти.
- Маргарет де Невилл, английская баронесса, наследница владений Лонгвиллеров.
- Маргарита де Монкада — виконтесса Беарна (1290—1319), виконтесса Марсана и виконтесса Габардана (1310—1313), дама де Монкада и баронесса Кастельви-де-Росанес (1310—1319), графиня-консорт де Фуа (1265—1302), жена Роже Бернара III де Фуа
- Ментеше-бег Масуд[англ.] — правитель бейлика Ментеше (1295—1319).
- Миклош Пок, крупный венгерский магнат, главный виночерпий (1273, 1274), глава стюардов (1274—1275), воевода Трансильвании (1277, 1315—1316).
- Ришильда Рамберти[итал.] — итальянская аристократка, первая жена Луиджи Гонзага
- Ремигио дей Джиролами[англ.] — итальянский теолог
- Александр Стюарт из Бонкиля — шотландский дворянин, сын сэра Джона Стюарта из Бонкиля и отец Джона Стюарта (ум. 1331), 1-го графа Ангуса.
- Теодозио Ревелли[итал.] — епископ Турина (1300—1319)